# Purpurstieliges Hornzahnmoos
Das Purpurstielige Hornzahnmoos (Ceratodon purpureus), auch Purpurmoos oder Purpurstielzchen genannt, ist eine Art aus der Gattung der Hornzahnmoose (Ceratodon). Der Name der Gattung ist abgeleitet von griechisch keratos/keras „Horn“ und odon „Zahn“ und bezieht sich auf die trocken hakig eingekrümmten Peristomzähne. Der Artname bezieht sich auf die Farbe der Seta.

## Varietäten
Neben dem Typ existieren als Varietät:
- Ceratodon purpureus var. rotundifolius: mit rundlichen Laubblättern.
- Ceratodon purpureus var. obtusifolius: mit stumpfen Laubblättern.

## Beschreibung
Das Purpurstielige Hornzahnmoos erreicht eine Wuchshöhe von bis zu 7,5 mm, es wächst pro Jahr etwa 2,8 mm, an sehr schattigen Plätzen kann das Moos auch selten bis zu 4,5 cm hoch wachsen. Der Stängel ist aufrecht und oft verzweigt. Die Laubblätter sind breit und lanzettförmig, sie rollen sich bei Trockenheit zusammen. Die glatten bis schwach papillösen Laminazellen sind ziemlich gleichförmig, abgerundet-quadratisch, am Blattgrund rechteckig. Die Seta ist anfangs gelblich bis rötlich. Im Alter verfärbt sie sich nach purpurrot, im hohen Alter nach rotbraun. Die Sporenkapsel auf der verlängerten Seta ist kropfig und trocken stark gefurcht, die 16 Peristomzähne tief zweigeteilt, der Deckel kegelförmig, die Kalyptra kappenförmig.

## Verbreitung
Die Art ist weltweit verbreitet, in den Tropen jedoch seltener als in den gemäßigten Zonen. In Europa ist das Purpurstielige Hornzahnmoos sehr häufig und formenreich. Meist ist es an Ruderalstellen zu finden. Es wächst auf Erde, Holz, Gestein oder Sand und findet sich auch in Innenstädten. Die Art ist toleranter gegen Bodengifte und Umweltverschmutzung als andere Moosarten und findet sich demnach auch auf belasteten Böden, zum Beispiel an Schnellstraßen.

## Vermehrung
Das Purpurstielige Hornzahnmoos verfügt wie alle Moose über einen Generationswechsel. Die haploiden Sporen werden durch den Wind aus der Sporenkapsel geblasen und verteilt. Die Sporen keimen in zwei Phasen, erst schwellen sie und dehnen sich dann aus, durch diese Bewegung wird die Kapsel zerrissen und das Moos kann keimen. Aus dem zunächst entstehenden Protonema entwickelt sich das Moospflänzchen. Nach der Befruchtung entwickelt sich der diploide Sporophyt, in dem durch Meiose wieder die haploiden Sporen entstehen. Die Sporen sind auch nach 16 Jahren trockener Lagerung noch keimfähig.

## Insekten
Das Moos wird vor allem von Dornschrecken der Gattung Tetrix gefressen.

## Bildergalerie

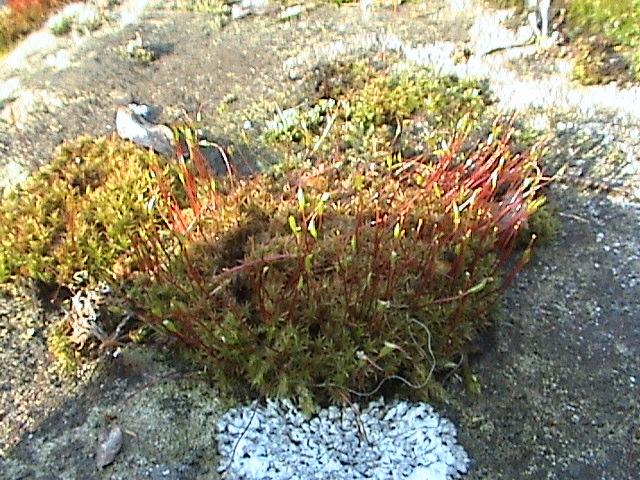
Purpurstieliges Hornzahnmoos (Habitat)
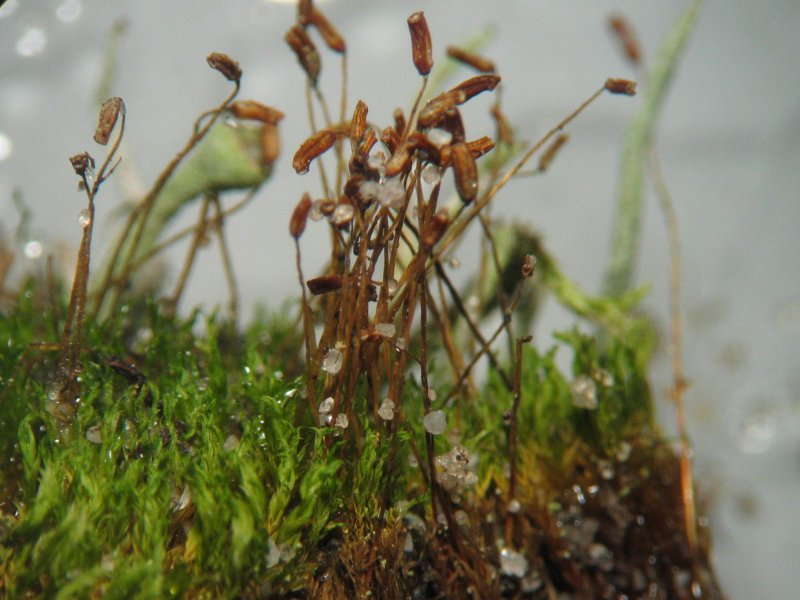
Getrocknetes Purpurstieliges Hornzahnmoos mit Sporophyten
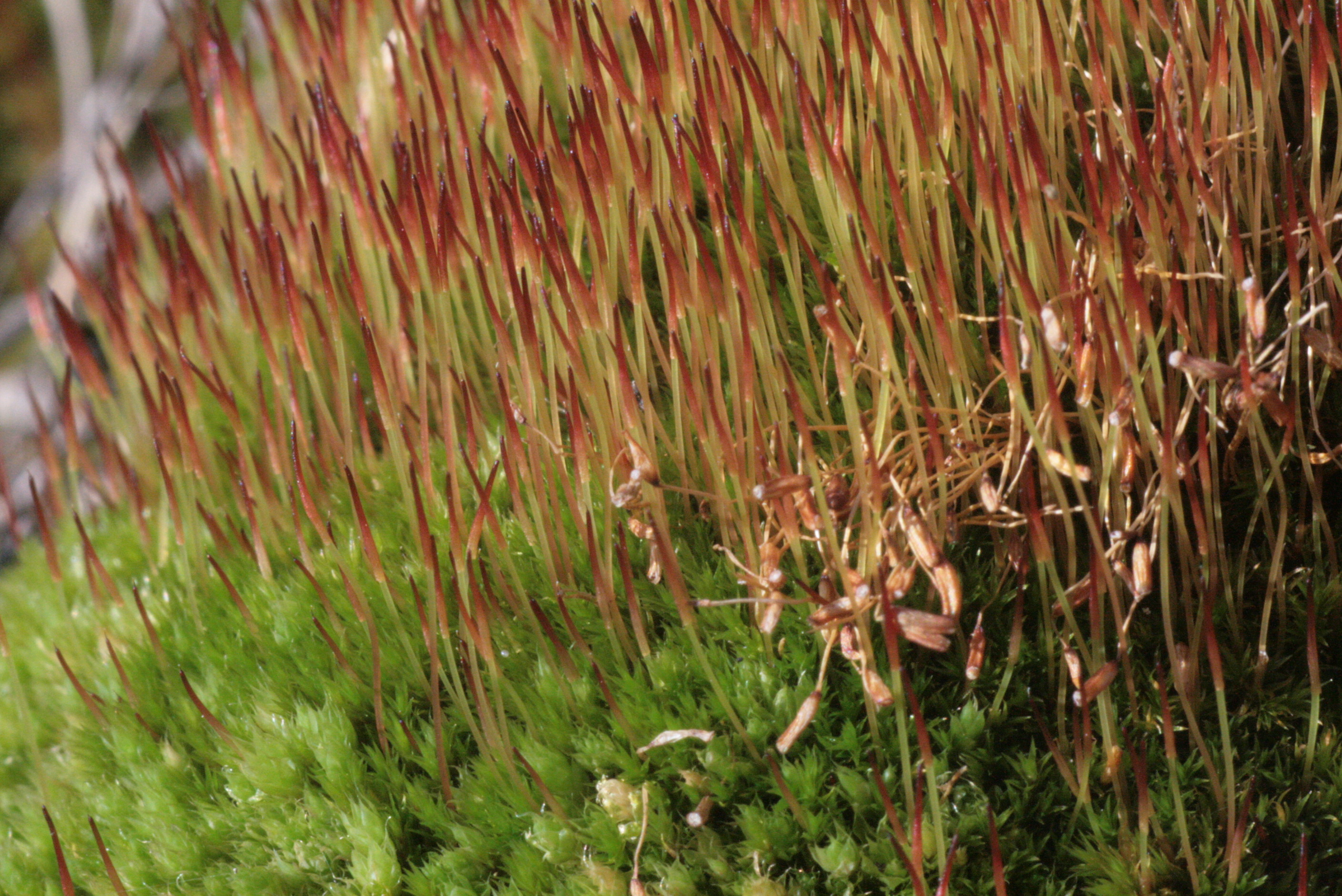
Seta (Kapselstiel)
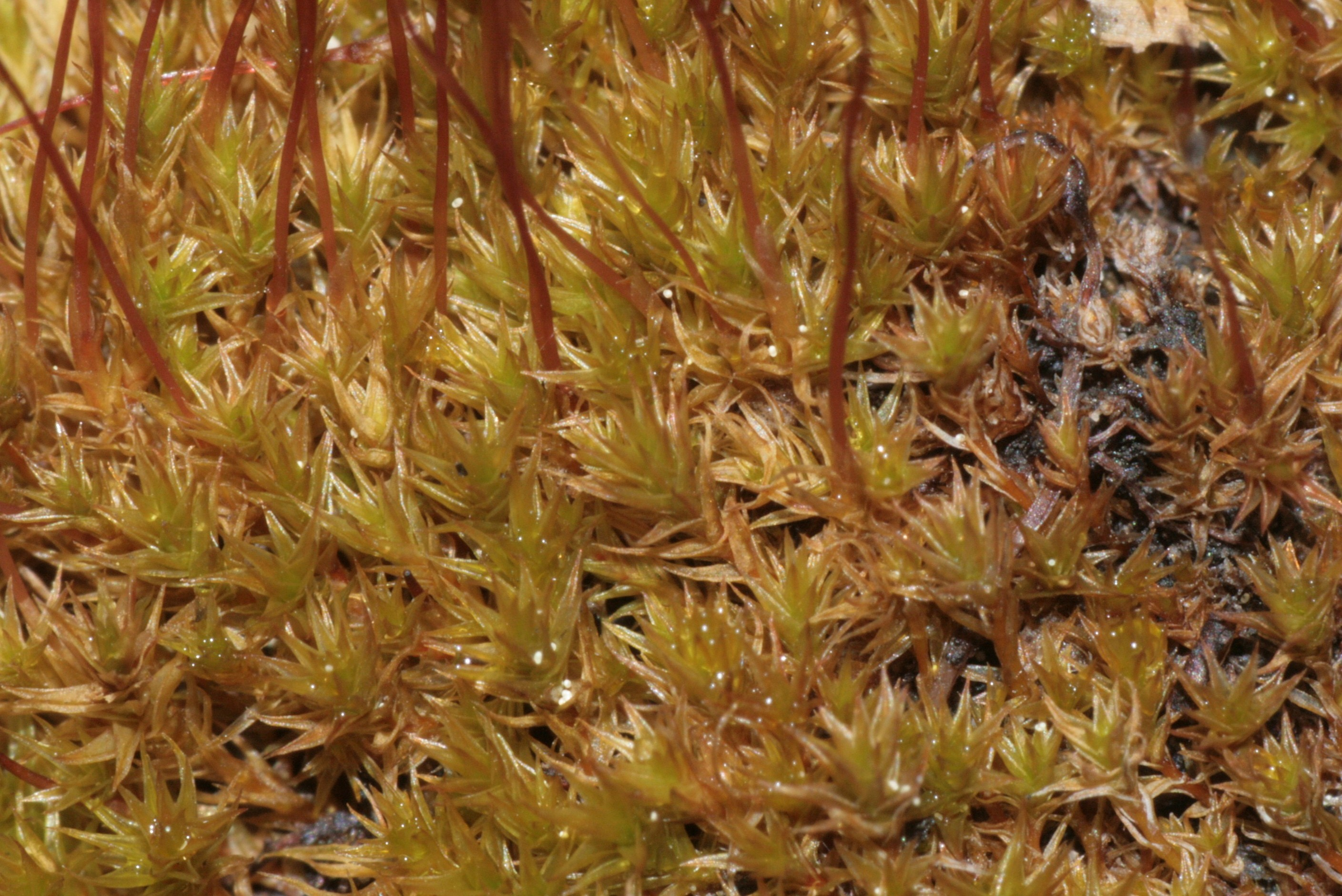
Kapselstiele, Stängel und Laubblätter
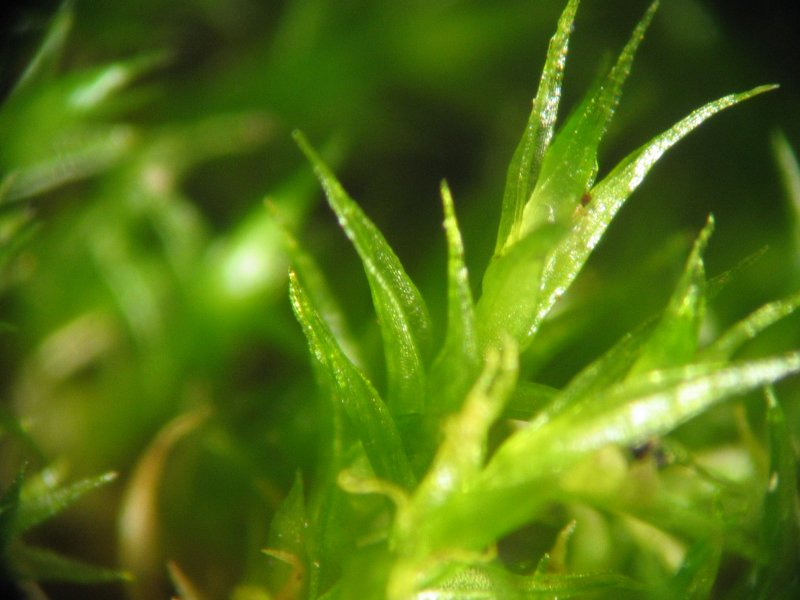
Vergrößerte Laubblätter
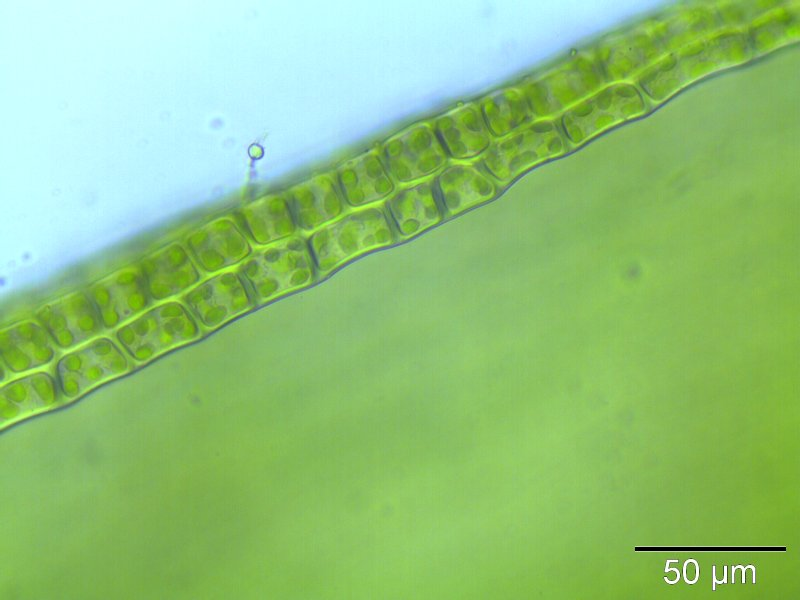
Blattrand bei 400× Vergrößerung
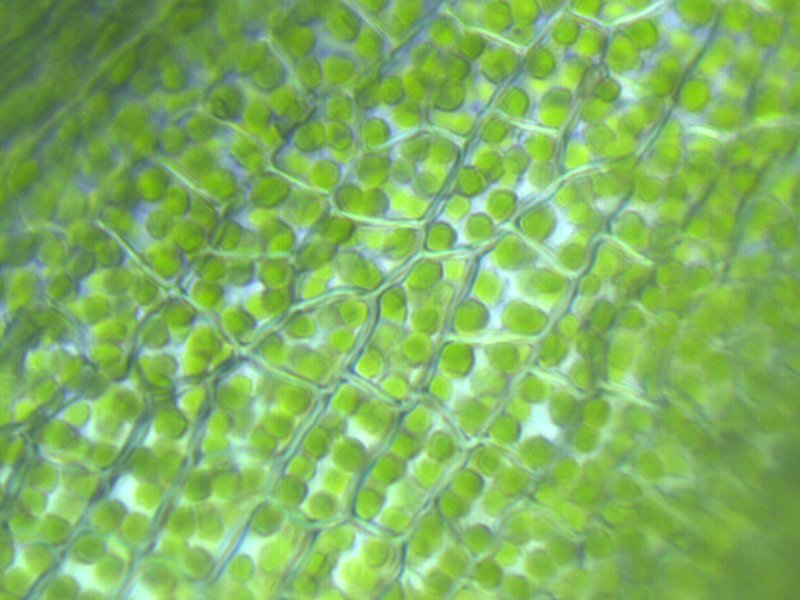
Lamina-Zellen bei 400× Vergrößerung